# Constantius II.

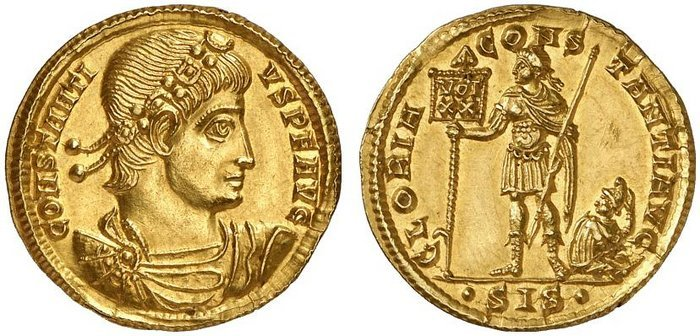
Solidus mit dem Bildnis von Constantius II., geprägt 344 in Siscia mit der Inschrift CONSTANTIVS P(ius) F(elix) AVG(ustus) auf der Vorderseite und GLORIA CONSTANTI(i) AVG(usti) SIS(ciae) auf der Rückseite.

Constantius II. (altgriechisch Κωνστάντιος Β’ Kōnstántios, mit vollständigem römischem Namen Flavius Iulius Constantius; * 7. August 317 in Illyrien, wahrscheinlich in Sirmium; † 3. November 361 in Mopsukrene/Kilikien) war ein Sohn Konstantins des Großen und nach dessen Tod ab 337 Kaiser im Osten des Römischen Reiches. In den anderen Reichsteilen waren zunächst zwei seiner Brüder Kaiser geworden; seit 353 war er nach ihrem Tod und der gewaltsamen Beseitigung eines Usurpators einziger Augustus im gesamten Römischen Reich. Nach seinem Tod 361 ging die Macht an seinen Vetter Julian über, der seit 355 als Caesar (Unterkaiser) Gallien regiert, 360 aber eine Usurpation betrieben hatte.
Seine Regierungszeit war von einem andauernden Abwehrkampf an den Grenzen geprägt, während es im Inneren wiederholt zu Bürgerkriegen kam. Auch im Bereich der Religionspolitik ergaben sich ernsthafte Probleme, die er nicht dauerhaft lösen konnte. In den zeitgenössischen Quellen wird er oft als eher „schwacher Kaiser“ beurteilt, wohingegen die moderne Forschung auch seine Leistungen hervorhebt und vor allem seine Religionspolitik als historisch folgenreich bewertet, da er die Christianisierung entschlossen vorantrieb.

## Zeitgeschichtlicher Hintergrund

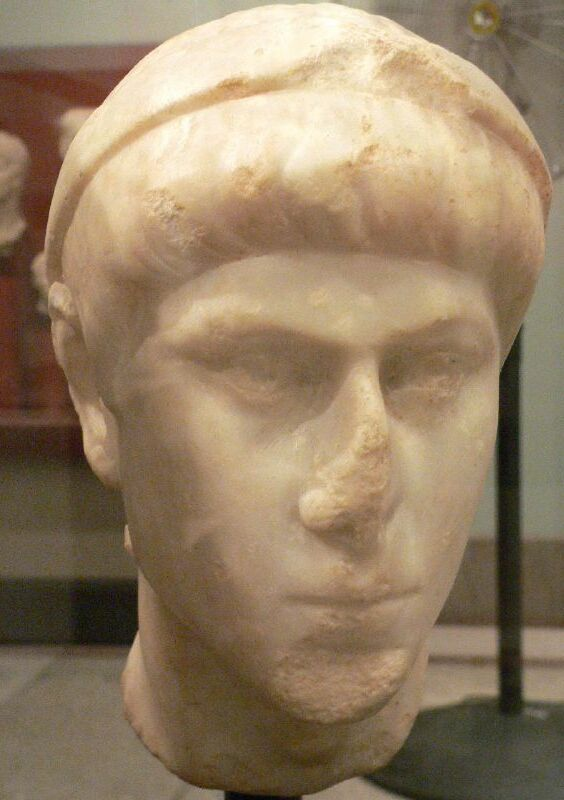
Büste Constantius’ II.

Das Römische Reich durchlief zu Beginn des 4. Jahrhunderts einen tiefgreifenden Wandel. Constantius’ Vater Konstantin der Große hatte sich in den Nachfolgekämpfen, die mit dem Ende der von Kaiser Diokletian begründeten Tetrarchie im Jahr 306 ausbrachen, bis 324 als Alleinherrscher durchgesetzt und so die konstantinische Dynastie begründet, die bis 363 herrschen sollte. Bedeutsam war Konstantins Regierungszeit vor allem aus zwei Gründen: Zum einen verlagerte er die Zentralmacht mit der neuen Hauptstadt Konstantinopel in den Ostteil des Reiches, der ohnehin immer mehr an Bedeutung gewonnen hatte. Zum anderen förderte er das Christentum und leitete somit die Christianisierung des Römischen Reiches ein (die sogenannte konstantinische Wende). Auch wenn die traditionellen Götterkulte – von Einzelfällen wie dem mit Tempelprostitution verbundenen Aphrodite-Astarte-Kult in Aphaka und Heliopolis abgesehen – nicht abgeschafft wurden, wurden ihnen doch Privilegien entzogen, wodurch sie zunehmend an Kraft und Einfluss verloren.
Konstantin hatte sich nicht zuletzt aus außenpolitischen Erwägungen für die neue Residenz entschieden, denn Konstantinopel lag etwa gleich weit entfernt von den bedrohten Grenzen des Reiches an Donau und Euphrat. Während jedoch an der Donau die Lage am Vorabend von Hunnensturm und Völkerwanderung noch weitgehend gesichert war, blieb die Lage im Osten gefährlich, da die persischen Sassaniden nach einem unruhigen Frieden gegen Ende der Regierungszeit Konstantins unter Schapur II. wieder in die Offensive gingen. Konstantin selbst hatte noch einen Persienfeldzug geplant, der nur durch seinen Tod verhindert worden war. Sowohl die Bedrohung durch die Perser als auch ungelöste religiöse Fragen – vor allem die Frage nach dem „Wesen“ Christi (arianischer Streit) – sollten Constantius II. während seiner gesamten Regierungszeit beschäftigen. Er residierte in der Regel nicht in Konstantinopel, sondern in Antiochia am Orontes.

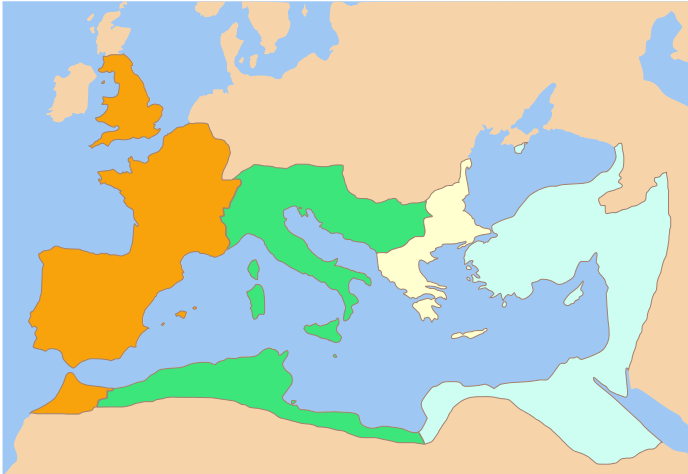
Teilung des Römischen Reichs nach dem Tod Konstantins des Großen im Jahr 337: Aufzählung von West nach Ost: Konstantin II. (orange), Constans (grün), Dalmatius (hellgelb), Constantius II. (türkis). Nach der Ermordung des Dalmatius wurde sein Herrschaftsgebiet zwischen Constans und Constantius II. aufgeteilt.

## Leben

### Jugend und Aufstieg zumAugustusdes Ostens

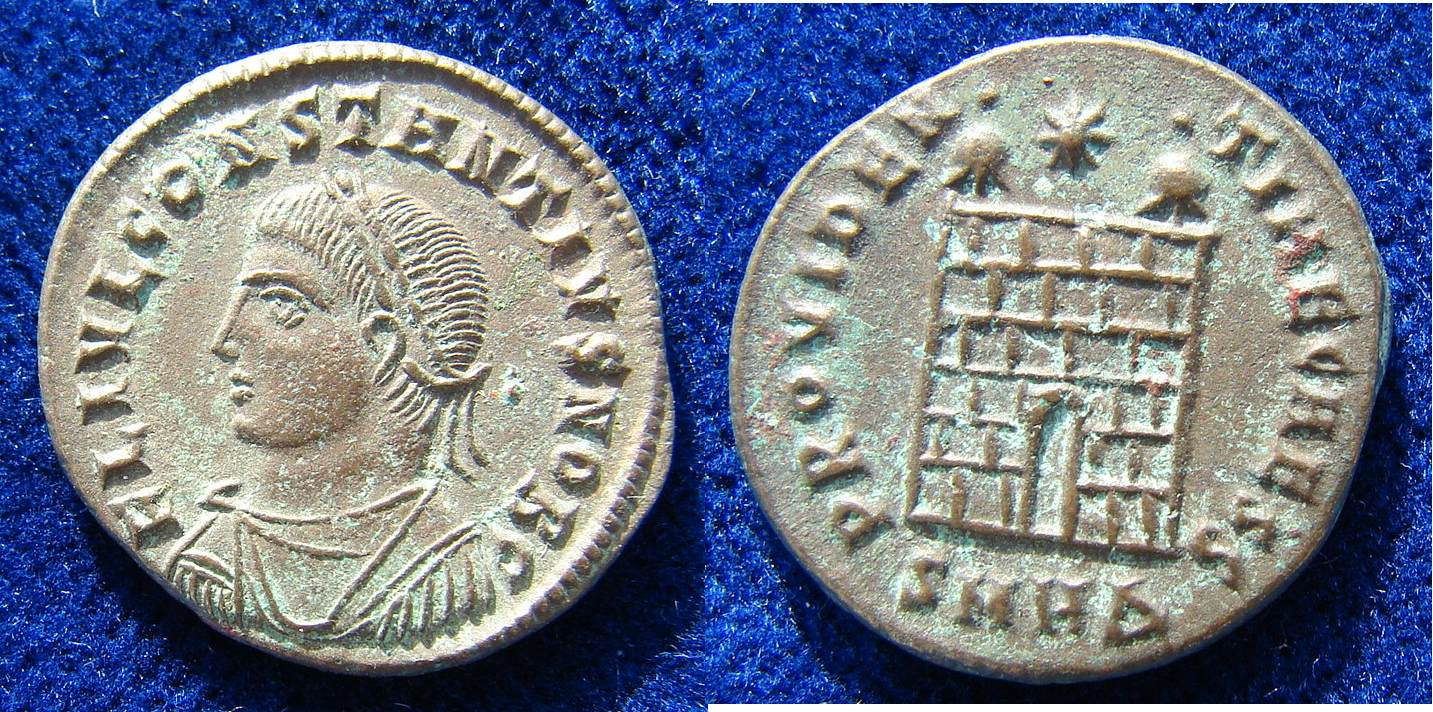
Constantius II. als Caesar auf einem frühen Follis aus dem Jahr 325

Constantius wurde im Jahr 317 als Sohn Konstantins I. und seiner Frau Fausta geboren. Seine Geschwister waren die späteren Kaiser Konstantin II. und Constans sowie die beiden Mädchen Helena und Constantina. Constantius wurde am 8. November 324 (nach epigraphischen Zeugnissen am 13. November), im Alter von sieben Jahren, von seinem Vater zum Caesar (Unterkaiser) ernannt und wohl mit der Verwaltung des östlichen Reichsteils betraut. Aufgrund seines jugendlichen Alters konnte Constantius diese Position jedoch zunächst nicht ausfüllen. Zudem verfügte er anders als spätere Kindkaiser noch nicht über einen eigenen Hof. Über seine Kindheit und Erziehung ist fast nichts bekannt. Entscheidend war, dass er wie seine Brüder christlich erzogen wurde. Zeit seines Lebens sollte dies Constantius’ Handlungen prägen. Überschattet wurden diese Jahre durch die Ereignisse von 326, als Kaiser Konstantin seine Frau Fausta und seinen Sohn Crispus, der einer früheren Verbindung entstammte, unter bis heute nicht eindeutig geklärten Umständen umbringen ließ. 335 heiratete Constantius eine Tochter seines Onkels Julius Constantius.
Nach Konstantins Tod am Pfingstfest 337 kam es zu einer Reihe von Morden: Militärs töteten mehrere Mitglieder der konstantinischen Familie, sodass am Ende nur die Söhne des verstorbenen Kaisers sowie deren Verwandte Constantius Gallus und Julian (letztere hatte man aufgrund ihrer Jugend verschont) übrig blieben. Die Hintergründe der Tat sind aufgrund der problematischen Quellenlage nicht eindeutig zu klären. So ist unklar, ob die Militärs in „vorausschauender Weise“ selbstständig handelten, oder ob sie von den Söhnen Konstantins dazu aufgefordert worden waren. Viele Forscher haben in der Person des Constantius den Hauptschuldigen ausgemacht, doch ist dies nicht unumstritten und wohl eher dem schlechten Leumund Constantius’ in den Quellen, die vielfach ihn für die Morde verantwortlich machen, anzulasten. 337 oder Anfang 338 nahmen die drei Brüder Konstantin II., Constans und Constantius II. auf der Konferenz von Viminacium den Augustustitel an und teilten sich von nun an die Herrschaft.
Constantius erhielt den östlichen Reichsteil, wobei die ehemals von seinem ermordeten Vetter Dalmatius verwaltete Balkanhalbinsel an Constans fiel, der mit Konstantin II. den westlichen Teil des Reiches regierte. Jeder der drei Kaiser verfügte über einen Teil des Feldheeres mit separaten magistri militum („Heermeistern“). Von Anfang an war die Hierarchie zwischen den Brüdern umstritten. Konstantin II. starb daher bereits 340 im Kampf gegen Constans, der nun den gesamten Westen kontrollierte, Thrakien mit Konstantinopel aber 339 an Constantius abgetreten hatte. Bald kam es auch zu Spannungen zwischen Constans und Constantius. Diese verstärkten sich noch, als Constans gegen die Arianer vorging (die Constantius begünstigte) und sich offen auf die Seite des Athanasios in diesem religiösen Konflikt stellte (siehe unten). Dennoch kam es nicht zu einer militärischen Konfrontation. 346 versöhnten sich die beiden Brüder offiziell, Athanasios kehrte aus seinem Exil im Westen wieder nach Alexandria zurück. Auf eine einheitliche Bekenntnisformel für die Reichskirche konnte man sich jedoch weiterhin nicht einigen.

### Die Usurpation des Magnentius und der erste Perserkrieg des Constantius
Constans selbst fiel 350 dem Usurpator Magnentius zum Opfer, der sich in Gallien erhoben hatte. Constans hatte sich offenbar mit seiner Religionspolitik und durch seinen ungeschickten Umgang mit dem Heer unbeliebt gemacht, sodass eine Gruppe seiner Hofbeamten gegen ihn intrigierte. Constans’ Schatzmeister Marcellinus hatte im Januar 350 während eines Festmahls Magnentius, einen hohen Gardeoffizier germanischer Abstammung, in einem offenbar geplanten Akt den versammelten Offizieren des gallischen Heeres als neuen Kaiser vorgestellt. Diese stimmten schließlich begeistert zu. Constans wurde kurz darauf ermordet und Magnentius fiel der Westen des Reiches faktisch ohne Kampf zu. Magnentius, der selbst Heide war, erlaubte wieder nächtliche Opferungen. Bei den Christen machte er sich durch die Unterstützung der Nicäaner beliebt, die schon Constans favorisiert hatte.
Constantius blieb nichts anderes übrig, als Magnentius vorerst gewähren zu lassen, zumal diesem wenigstens der Balkanraum verwehrt blieb. Dort nämlich war der greise General Vetranio zum Augustus ausgerufen worden. Im Hintergrund hatte Constantius’ Schwester Constantina die Fäden gezogen: Da die Zeit drängte, glaubte sie mit diesem Schritt Magnentius den Zugriff auf die kampferprobte Donauarmee zu verwehren. Constantina versicherte ihrem Bruder zudem, Vetranio sei leicht zu manipulieren und es gehe von ihm keine Gefahr aus, womit sie recht behalten sollte. Bereits 348 hatte Constantius außerdem eine Gruppe christlicher Goten unter Wulfila aufgenommen, was auch eine Stärkung der militärischen Kräfte für das Imperium bedeutete. Constantius konnte sich den Angelegenheiten im Westen vorerst jedoch nicht zuwenden, da er weiterhin im Osten gebunden war.
Dort blieb während der gesamten Regierungszeit des Constantius das persische Sassanidenreich unter Schapur II. ein ernstzunehmender Gegner (vgl. dazu Römisch-Persische Kriege). Constantius’ Vater Konstantin der Große hatte noch kurz vor seinem Tod einen Feldzug gegen die Sassaniden geplant. Schapur eröffnete 337/38 die Kampfhandlungen und drang in Armenien ein, wo es wohl zu internen Machtkämpfen gekommen war, die der Großkönig ausnutzen konnte. Armenische Truppen beteiligten sich auch an den folgenden persischen Offensiven. Schließlich gelang es Constantius jedoch, den armenischen König Arsakes II., den Schapur zunächst vertrieben hatte, für sich zu gewinnen. Damit konnte er auch Armenien wieder auf einen pro-römischen Kurs bringen.
Die Hauptkampfhandlungen zwischen Römern und Persern fanden jedoch in Mesopotamien statt, wo das insgesamt dreimal belagerte Nisibis (338, 346 und 350) von den Römern entsetzt werden konnte. Constantius betrieb eine eher defensive Strategie, die wohl letztendlich auf einen Abnutzungseffekt setzte: die Perser sollten sich an dem römischen Festungsring brechen, der die Orientprovinzen Roms abschirmte. Wenigstens einmal kam es jedoch zu einem römischen Vorstoß auf persisches Gebiet. Constantius setzte nun auch gotische Verbände sowie nach persischem Vorbild gepanzerte Reiterei (Kataphraktoi) ein. Die einzige größere Kampfhandlung fand bei Singara statt, wo die Römer unter dem Kommando des Constantius im letzten Moment schwere Verluste erleiden mussten. Das genaue Datum der Schlacht, welche den Höhepunkt des ersten Perserkriegs Constantius’ darstellte und in der auch ein persischer Prinz fiel, war aufgrund von divergierenden Quellenaussagen in der Forschung lange Zeit umstritten; sie wird aber eher 344 als 348 stattgefunden haben. Dennoch konnte der Kaiser mit seiner Strategie die Grenze weitgehend halten. Erwähnenswert ist die anonyme Schrift mit dem Titel Itinerarium Alexandri, deren Zweck es war, Constantius zum siegreichen Kampf gegen die Perser zu ermutigen.

### Die Erringung der Alleinherrschaft

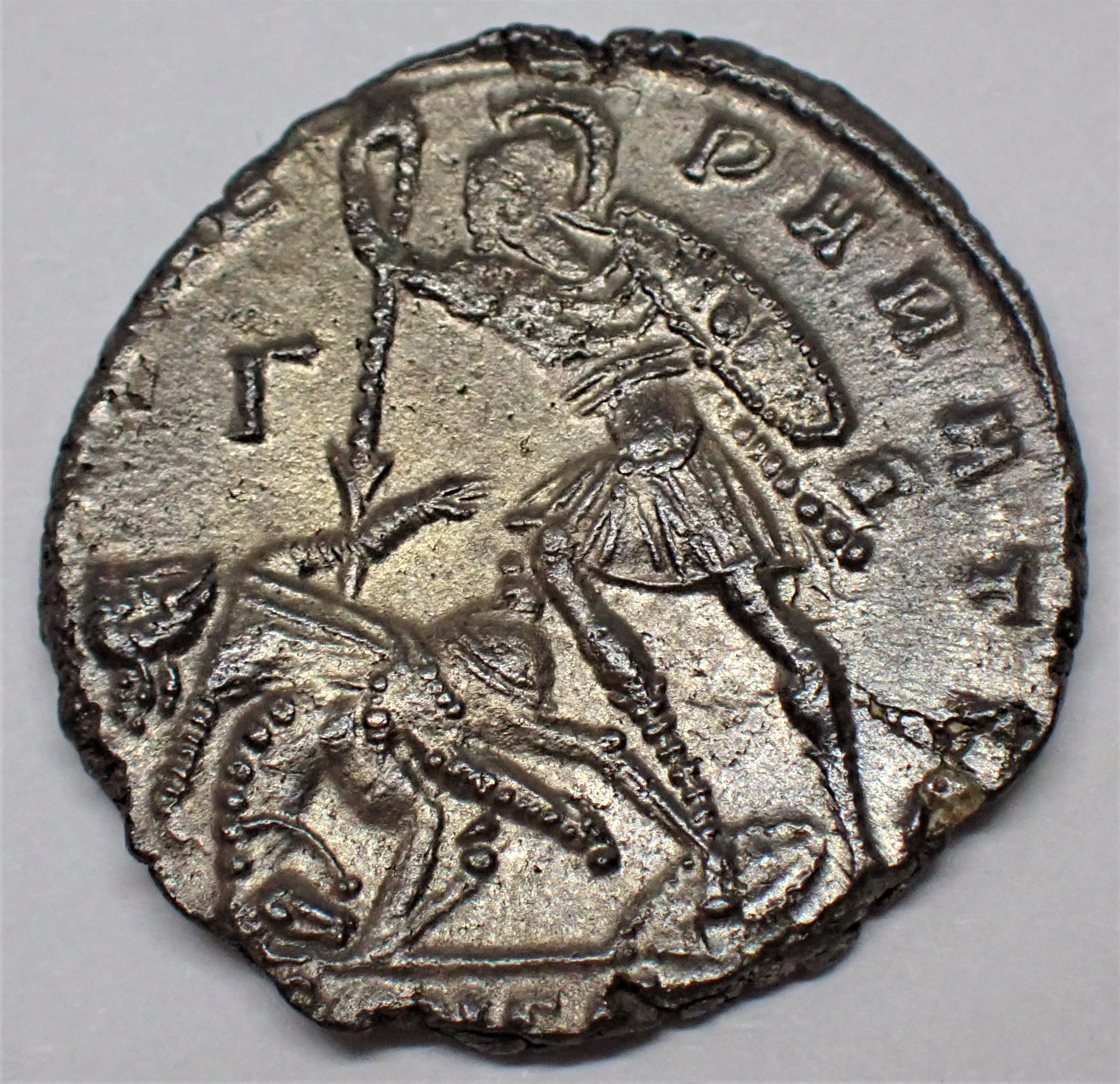
Soldat speert vom Pferd gefallenen Gegner auf. Münze Constantius’ II.

Die Perser hatten um 350 selbst an ihrer Ostgrenze mit den Chioniten zu kämpfen, weshalb Schapur die Kampfhandlungen gegen Rom vorerst abbrach. Constantius setzte 351 mit Constantius Gallus einen seiner letzten verbliebenen Verwandten als Unterkaiser im Osten ein; zusätzlich vermählte er Gallus mit seiner Schwester Constantina, von der bereits die Rede war. Constantius selbst wollte sich den Angelegenheiten im Westen widmen, besonders dem Usurpator Magnentius, den auszuschalten er nun beabsichtigte. Zunächst dankte Vetranio ab – er beschloss sein Leben als wohlhabender Mann auf einem Landsitz – und öffnete Constantius damit den Weg nach Westen.
Danach konnte Constantius Magnentius noch im September 351 in der blutigen Schlacht bei Mursa (dem heutigen Osijek) besiegen. 54.000 Soldaten sollen dabei ums Leben gekommen sein. Constantius verkündete eine Amnestie, von der nur die Soldaten ausgenommen wurden, die an der Ermordung Constans’ beteiligt waren. Magnentius zog sich nach Gallien zurück, wo Constantius ihn 353 in der Schlacht am Mons Seleucus endgültig besiegte. Der Usurpator nahm sich daraufhin im August 353 das Leben, womit Constantius II. die faktische Herrschaft über das Gesamtreich erlangte. Seine Siege im Bürgerkrieg ließ Constantius unter anderem durch die Errichtung von Triumphbögen feiern. Auch wenn der Kaiser dafür von dem Historiker Ammianus Marcellinus, unserer wichtigsten Quelle für diese Zeit, scharf kritisiert wurde (schließlich waren dies keine Siege über Barbaren, sondern über Römer), so verschaffte sich Constantius dadurch erheblichen Handlungsspielraum und verwirklichte auch die von vielen Römern erwartete Reichseinheit.
Während des Bürgerkriegs drangen Franken über den Rhein vor, da Magnentius die dortigen Grenzbefestigungen von Truppen entblößt hatte, um diese Eliteverbände gegen Constantius einzusetzen. Die Franken fassten am linksrheinischen Ufer langsam Fuß, doch ging die größte Gefahr von den 352 in das Imperium eingebrochenen Alamannen aus. Die Rheingrenze musste vorläufig aufgegeben werden und germanische Stämme zogen noch jahrelang plündernd durch Gallien. Von 354 bis 356 führte Constantius Feldzüge gegen die Stämme im Breisgau und im Bodenseegebiet, die nicht ganz erfolglos waren, doch erst Julian gelang es, die Lage am Rhein mittelfristig zu stabilisieren. Constantius richtete nun spätestens jetzt separate Sprengelkommandos für das bewegliche Feldheer ein, so dass je einem magister militum ein Feldherr (in Gallien, dem Illyricum und an der Ostgrenze) unterstand; der Kaiser selbst behielt das Kommando über die schlagkräftige Hofarmee, wobei ihn zwei magistri militum unterstützten.

### Konflikte mit den Unterkaisern und zweiter Perserkrieg
Constantius widmete sich 354 dem Geschehen im Osten, denn dort kam der in Antiochia am Orontes residierende Constantius Gallus seinen Aufgaben nicht so nach, wie der Kaiser sich das gewünscht hatte. Im Gegenteil, Gallus brachte durch seinen selbstherrlichen Regierungsstil die Bürger Antiochias, einer der größten und bedeutendsten Städte des Reiches, die zu dieser Zeit noch regelmäßig als Kaiserresidenz des Ostens diente, gegen sich auf. Zusätzlich scheint Gallus gemeinsam mit seiner politisch ambitionierten Frau Constantina darum bemüht gewesen zu sein, eine möglichst große Unabhängigkeit, etwa im administrativen Bereich, vom Kaiserhof zu erlangen, was freilich im direkten Gegensatz zu den Vorstellungen Constantius’ stand. Dieser bestand etwa darauf, dass der jeweilige Prätorianerpräfekt als höchstrangiger Zivilbeamter dem Kaiser direkt verantwortlich war. Gallus, der sogar den quaestor Montius und den Präfekten Domitianus ermorden ließ, wurde schließlich nach Westen gelockt, seines Amtes enthoben und Ende des Jahres 354 hingerichtet.
Ein Problem ergab sich auch mit dem fränkischen Heermeister Silvanus, den Constantius mit der Sicherung der Rheingrenze beauftragt hatte. Silvanus wurde aufgrund von Intrigen am Kaiserhof in die Usurpation getrieben und musste in einem regelrechten „Kommandounternehmen“ 355 beseitigt werden. Im gleichen Jahr setzte Constantius, der sich nun um die Probleme im östlichen Reichsteil wieder selbst kümmern wollte, den Halbbruder des Gallus, Julian, als Unterkaiser in Gallien ein. Die Einsetzung eines Blutsverwandten, trotz der mit Gallus gemachten Erfahrungen, war auch durch die dynastische Legitimation begründet, die für viele Soldaten von Bedeutung war. Wenngleich Ammianus den Kaiser für sein Misstrauen kritisierte, so war dieses seitens Constantius durchaus nicht immer unangebracht; zu oft hatte der Kaiser illoyales Verhalten erleben müssen.

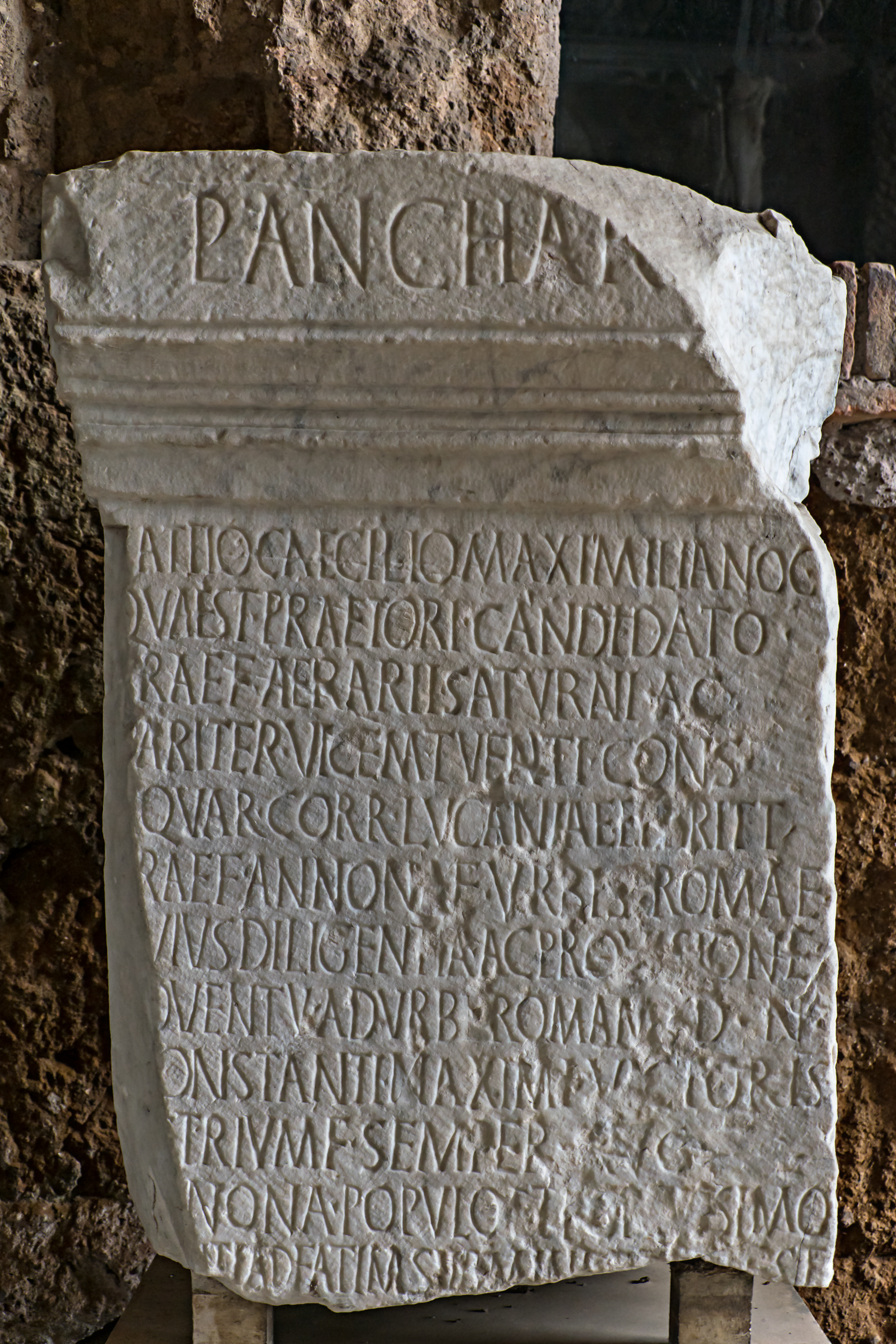
Widmungsinschrift für Attius Caecilius Maximilianus, der als Praefectus annonae während des Aufenthalts Constantius II. in Rom (28. April – 29. Mai 357) zusätzlich für die Versorgung der kaiserlichen Truppen verantwortlich war

Constantius hielt sich in diesen Jahren dennoch des Öfteren im Westen auf. Eindrucksvoll war etwa sein Rombesuch 357, über den Ammianus recht ausführlich berichtet. Ammianus berichtet, dass Constantius bei dem Rombesuch starr wie eine Statue auf seinem Triumphwagen stand und praktisch keine Regung zeigte. Dies wie auch das immer strenger werdende Hofzeremoniell standen im Zusammenhang mit Constantius’ christlich-kaiserlichem Selbstverständnis. Demnach war der Kaiser nicht einfach ein Mensch, sondern vor allem ein Symbol, das den Menschen absichtlich entrückt war. Der Weg zum „byzantinischen Kaisertum“ beginnt denn auch mit der Herrschaft des Constantius.
Julian führte derweil in Gallien sehr erfolgreich Krieg. 357 besiegte er in der Schlacht von Argentoratum die Alamannen. Er machte auch die linksrheinischen Franken (Salfranken) zu römischen Foederaten und siedelte sie in Toxandria an, einem Gebiet zwischen Schelde, Dijle und Maas. Die Franken versprachen dafür, den Grenzschutz mitzuübernehmen. Julian warf die anderen germanischen Stämme über die Rheingrenze zurück, die nun noch einmal gesichert werden konnte. Dabei muss jedoch betont werden, dass Julian wohl im Einvernehmen und nicht ohne Einflussnahme durch Constantius operierte. So hatte der Kaiser auch den Heermeister Marcellus, der Julian bei der Belagerung von Senonae seine Unterstützung versagt hatte, durch den General Severus ablösen lassen. Trotz gegenteiliger Behauptungen in den Quellen war also Constantius durchaus bestrebt, seinen Caesar so weit wie möglich zu unterstützen, wobei er andererseits aufgrund seiner Erfahrungen mit Gallus darauf bedacht war, dass Julian nicht zu übermütig wurde. Die bereits vorher bestehenden Spannungen verschärften sich mit der Zeit jedoch. Dazu trug bei, dass Constantius’ Frau Eusebia, die er 352/53 geheiratet hatte und die als ausgesprochene Schönheit beschrieben wird, im Jahr 360 starb. Sie soll einigen Einfluss auf den Kaiser gehabt haben und diente wohl auch als Vermittlerin zwischen Constantius und Julian, auch wenn in der neueren Forschung teils die Ansicht vertreten wird, dass Eusebia eher im Auftrag ihres Mannes agierte. 359 berief Constantius mit Saturninius Secundus Salutius auch Julians wichtigste Stütze im Bereich der zivilen Administration ab.
Auf dem Balkan kämpfte Constantius von 357 bis 359 gegen Quaden und Sarmaten, wobei ihm mehrere Erfolge gelangen. Im Osten ging jedoch weiterhin die ernsthafteste Bedrohung von den Persern aus. Es kam zunächst zu Verhandlungen mit Schapur II., der offenbar mit den Chioniten, die die Grenze Persiens im Osten bedroht hatten, fertiggeworden war. Über den Inhalt der Unterredungen berichtet Ammianus, wobei die überlieferte Bruder-Anrede der beiden Monarchen recht bemerkenswert ist:
Ich, König der Könige, Sapor, Gefährte der Sterne, Bruder von Sonne und Mond, entbiete dem Caesar Constantius, meinem Bruder, alles Gute.
Antwort des römischen Kaisers: Ich, Sieger zu Wasser und zu Lande, Constantius, immer der erhabene Augustus, entbiete meinem Bruder, dem König Sapor, alles Gute.

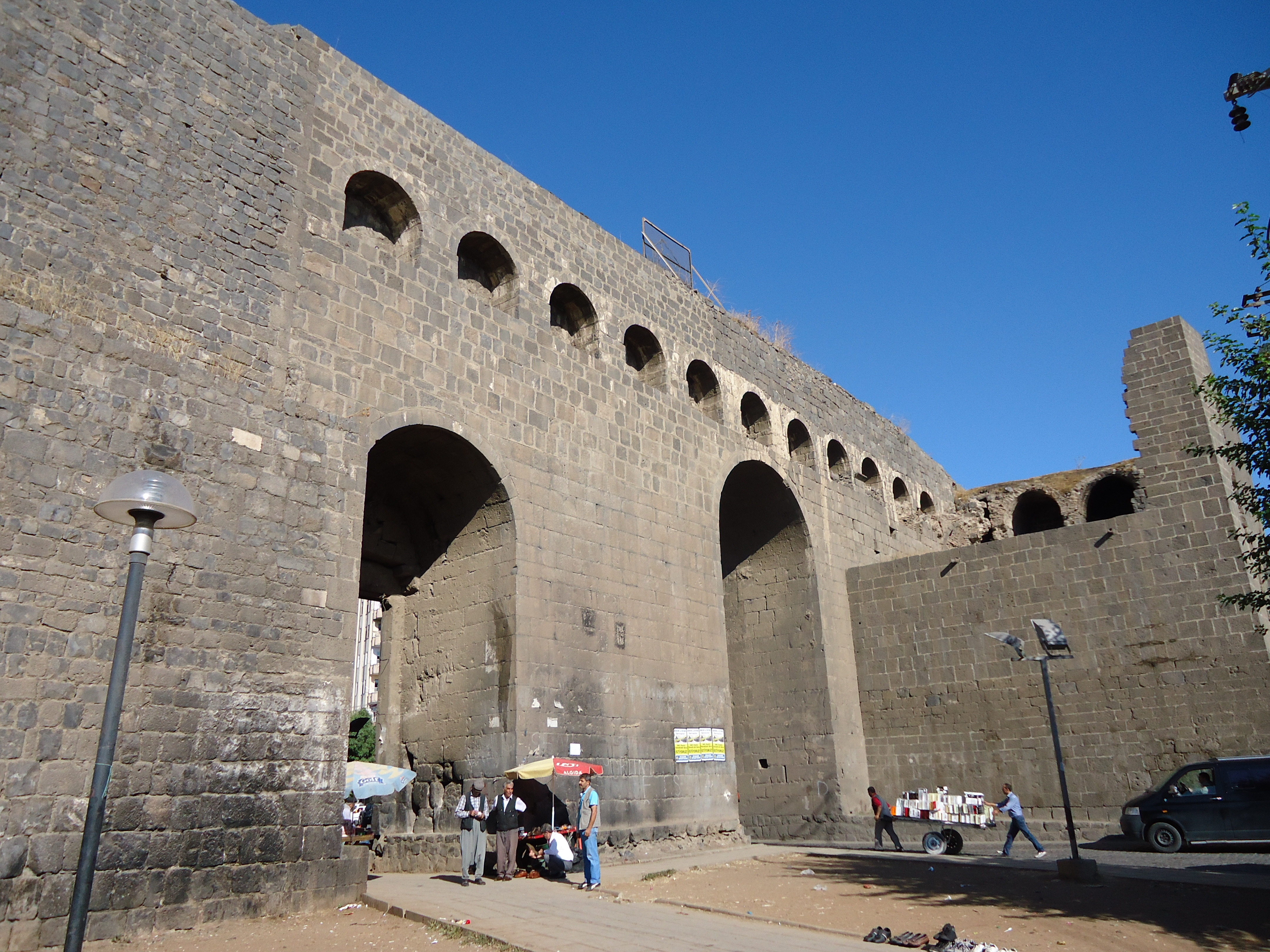
Westtor Amidas mit spätantiker Befestigung

Schapur stellte 358 an Constantius die Forderung, den Sassaniden Mesopotamien und Armenien zu überlassen, was der Kaiser ablehnte. 359 begann daraufhin die persische Invasion, auf die die Römer offenbar nicht vorbereitet waren. Die Sassaniden verfolgten eine neue Strategie: Sie wollten die starken römischen Grenzfestungen umgehen und direkt in die römische Provinz Syria einbrechen, zumal ein römischer Überläufer namens Antoninus sie zum Angriff ermutigte. Dennoch waren die Perser gezwungen, die wichtige Festung Amida zu belagern, die erst nach 73 Tagen fiel. Schapurs Heer von angeblich 100.000 Mann hatte jedoch ebenfalls schwere Verluste erlitten. Bald darauf folgte die Eroberung der Städte Singara und Bezabde (heute: Cizre). Der gesamte Osten des Reiches geriet in helle Aufregung, der bisherige Befehlshaber Ursicinus, der schon vorher dem Heermeister Sabinianus unterstellt worden war, wurde abberufen und Constantius zog eiligst Truppen zusammen.

### Die Erhebung Julians und der Tod Constantius’ II.
Das römische Heer war auch nach den Kämpfen 359/60 gegen die Perser weiterhin intakt, dennoch war die Lage so ernst, dass Constantius Befehl gab, zusätzliche Truppen aus dem Westen nach Osten zu verlegen, um die Grenze zu sichern. Daraufhin revoltierten im Frühjahr 360 die Truppen in Gallien und riefen Julian in Lutetia zum Kaiser aus. Nach Ammianus handelten die Truppen aus eigener Initiative, doch ist es wesentlich wahrscheinlicher, dass es sich hierbei um einen von Julian inszenierten Akt und um eine schlichte Usurpation handelte.
Zum zweiten Mal, nach dem Aufstieg und dem Fall des Gallus, machte sich hier ein Strukturproblem im Herrschaftssystem des Constantius bemerkbar: Aufgrund der zahlreichen Krisenherde und der Größe des Reiches war es mittlerweile unumgänglich geworden, „Unterkaiser“ einzusetzen und mit recht weitreichenden Kompetenzen auszustatten. Wie schon Gallus vor ihm war Julian jedoch nicht bereit, nur den Juniorpartner zu spielen, sondern wollte ebenfalls ein gleichberechtigter Mitkaiser sein. Da Constantius ihm dies verwehrte, fasste Julian den Entschluss, seine Truppen gegen den Kaiser zu entsenden. In der bevorstehenden militärischen Auseinandersetzung kam Constantius zugute, dass sich Schapur, dem es nicht gelungen war, in die Kerngebiete Syriens vorzudringen, schließlich doch noch zurückgezogen hatte. Zusätzlich versicherte sich Constantius der Treue der christlichen Könige von Armenien und Iberien.
Julian, der zunächst gegen die Alamannen vorgehen musste, rückte im Frühjahr 361 mit seinen gallischen Truppen in drei Heeressäulen vor. Sie trafen kaum auf Widerstand und erreichten bald die Donau. Sirmium, eine der wichtigsten römischen Festungen in diesem Raum, wurde im Handstreich genommen. Allerdings waren diese Erfolge kaum ausschlaggebend, denn noch verfügte Constantius über das kampfstarke Ostheer. Da verstarb Constantius am 3. November 361 in Kilikien, geschwächt vom Fieber und den Strapazen der vergangenen Jahre. Angeblich hatte der Kaiser auf dem Sterbebett Julian zu seinem Nachfolger bestimmt, was jedoch sehr umstritten und eher unwahrscheinlich ist. Julian überführte Constantius, schon um die Form zu wahren, mit allen Ehren nach Konstantinopel, wo der Leichnam beigesetzt wurde. Constantia, die Tochter von Constantius’ dritter Frau Faustina, sollte später die Frau Kaiser Gratians werden.

## Religionspolitik

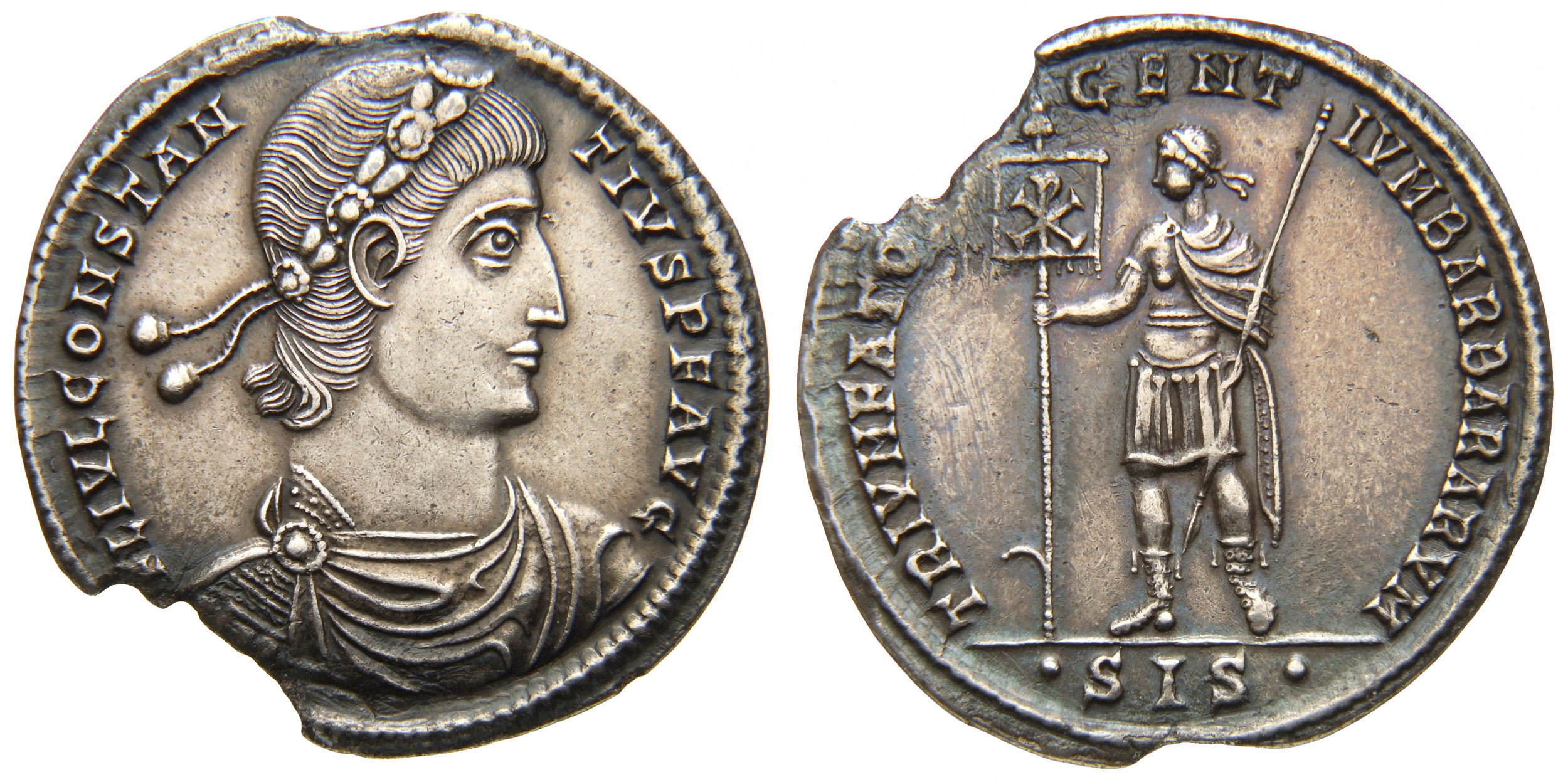
Silbermünze des Constantius II. im Wert von vier Siliquae; auf der Rückseite Darstellung des Kaisers, der in seiner Hand ein Feldzeichen mit dem Christusmonogramm hält

Die spätantiken Kaiser ab Konstantin (abgesehen von Julian, dem letzten heidnischen Kaiser des Gesamtreiches) hatten immer wieder mit theologischen Streitigkeiten zu kämpfen. Im Zentrum stand dabei die Frage nach dem Wesen Christi: Bereits in der Zeit Konstantins war der sogenannte arianische Streit ausgebrochen. Arius, ein Presbyter aus Alexandria, hatte verkündet, dass es eine Zeit gegeben habe, in der der göttliche Sohn nicht existiert habe. Der Sohn sei nicht wesensgleich (hom[o]ousios) mit Gott Vater, wie von der Mehrheit der Kirche auf dem Konzil von Nicaea 325 im Bekenntnis von Nicäa anerkannt wurde, sondern nur wesensähnlich (homoi[o]usios). Arius’ Lehre, die von der Mehrheit der Bischöfe als häretisch verdammt worden war, fand im Westen des Römischen Reiches kaum Resonanz, war jedoch im Ostteil des Reiches recht populär, da die dort mehrheitlich origenistische Theologie das Hypostasen-Modell und den Subordinatianismus mit Arius teilte. Zudem erfasste der Streit auch breite Schichten der Bevölkerung, die nicht zuletzt darum besorgt waren, der für ihr Seelenheil „richtigen“ Richtung anzuhängen.
Constantius, zuerst nahezu zwanzig Jahre Kaiser im östlichen Reichsteil, stand zunächst entschieden auf der Seite der origenistisch geprägten Theologie des Ostens: Bereits 338 hatte er den nicäischen Bischof von Konstantinopel, Paulus, ins Exil geschickt und ihn durch den Origenisten Eusebius von Nikomedia ersetzt. Die Bezeichnung „Arianer“ ist problematisch, da unter ihr oft ganz verschiedene religiöse Strömungen des Christentums zusammengefasst werden. Vereinfacht kann man sagen, dass diese das Nicaenum, das Bekenntnis von Nicäa, ablehnten.
Die Reichssynode von Serdica (342), welche die beiden Brüder Constans (Kaiser des westlichen Reichsteils) und Constantius in Serdica, dem heutigen Sofia, zusammenriefen, um die Einheit der Kirche im Römischen Reich wiederherzustellen, wurde ein Fiasko. Die Bischöfe des Ostens weigerten sich, an gemeinsamen Sitzungen der Reichssynode teilzunehmen, solange der abgesetzte Bischof von Alexandria, Athanasius, und Marcellus von Ankyra anwesend waren, die mit den Teilnehmern aus dem weströmischen Reichsteil angereist waren, da beide durch Synoden verurteilt und abgesetzt worden seien – Athanasius 335 durch die Synode von Tyros, Marcellus im Jahre 336 durch die Synode von Konstantinopel. Die Bischöfe des Westens wiederum beharrten darauf, die beiden seien von einer römischen Synode 341 rehabilitiert worden. Die Bischöfe aus Constantius’ östlichem Reichsteil versammelten sich daher im kaiserlichen Palast, während die westlichen Bischöfe in die Stadtkirche eingezogen waren. Nachdem auf der Synode bald die Nachricht eintraf, dass Kaiser Constantius eine Schlacht gegen ein Heer des sassanidischen Herrschers Schapur II. gewonnen habe, brachen die östlichen Bischöfe die Verhandlungen ab und verließen die Synode und Serdica, während die westlichen Bischöfe unter Leitung von Ossius von Córdoba die Reichssynode einfach fortsetzten. Zuvor hatten sich allerdings beide Gruppierungen gegenseitig exkommuniziert.
350 wurde Constans, der Kaiser des Westens, vom Usurpator Magnentius ermordet. Dieser unterlag im nachfolgenden Krieg gegen Constantius II. und nach dem Suizid des Usurpators im Jahre 353 wurde Constantius damit Alleinherrscher und plante ein neues Glaubensbekenntnis als Kompromissformel für die ganze Kirche im Römischen Reich. Constantius berief Konzilien ein in Arles (353), Mailand (355) und Beziers (356), in denen er die Verurteilung des Athanasius unter Gewaltandrohung durchsetzte.
Auf dem Konzil von Sirmium (357) wurde ein Bekenntnis verfasst, das durchweg die Subordination Jesu unter den Vater vertrat. Constantius favorisierte schließlich die Homöer, die sich mit den Homöusianern im Mai 359 auf einer weiteren Synode von Sirmium verständigten, beides Strömungen in der Tradition origenistischer Theologie der ‚Mittelgruppe‘, dass der Sohn dem Vater ähnlich entsprechend der Heiligen Schrift sei. Der Kaiser entschied sich damit gegen die in den späten 350er Jahren aufkommenden „radikalen Neu-Arianer“ um Aetios und Eunomius, die sogenannten Heterousianer. Doch schon bald kam es auch zwischen Homöern und Homöusianern wieder zum Streit. Auf Synoden in Ariminum und Seleukia in Isaurien sowie Konstantinopel (359), abschließend 360 in Konstantinopel unter Regie von Constantius wurde Jesus schließlich allgemein verbindlich ohne weitere strittige Details als dem Vater ähnlich (»homoiousios«, mit zusätzlichem Iota) wie nach den heiligen Schriften bezeichnet. Doch wurde dies vor allem im Westen als unerträgliche Zwangsmaßnahme interpretiert, gegen die sich erheblicher Widerstand formierte. Dennoch muss betont werden, dass sich zur Zeit des Constantius, anders als zu Zeiten Theodosius’ des Großen, eben noch keine vorherrschende christliche Glaubensrichtung herausgebildet hatte, was die kaiserliche Religionspolitik erheblich erschwerte. Zwar hatten beim Tod des Constantius die „Homöer“ wichtige Bischofsstühle besetzt, doch war dies nur scheinbar ein Erfolg, denn der Kaiser hatte ihn durch Androhung und sogar Anwendung staatlicher Gewalt erzwungen.
Im Westen hatten Konstantin II. und Constans bis zu ihrem Tod hingegen die Anhänger des Nicaenums unterstützt, im Osten weigerte sich die Mehrheit der Bischöfe wiederum, den Vorrang Roms in Glaubensfragen anzuerkennen.

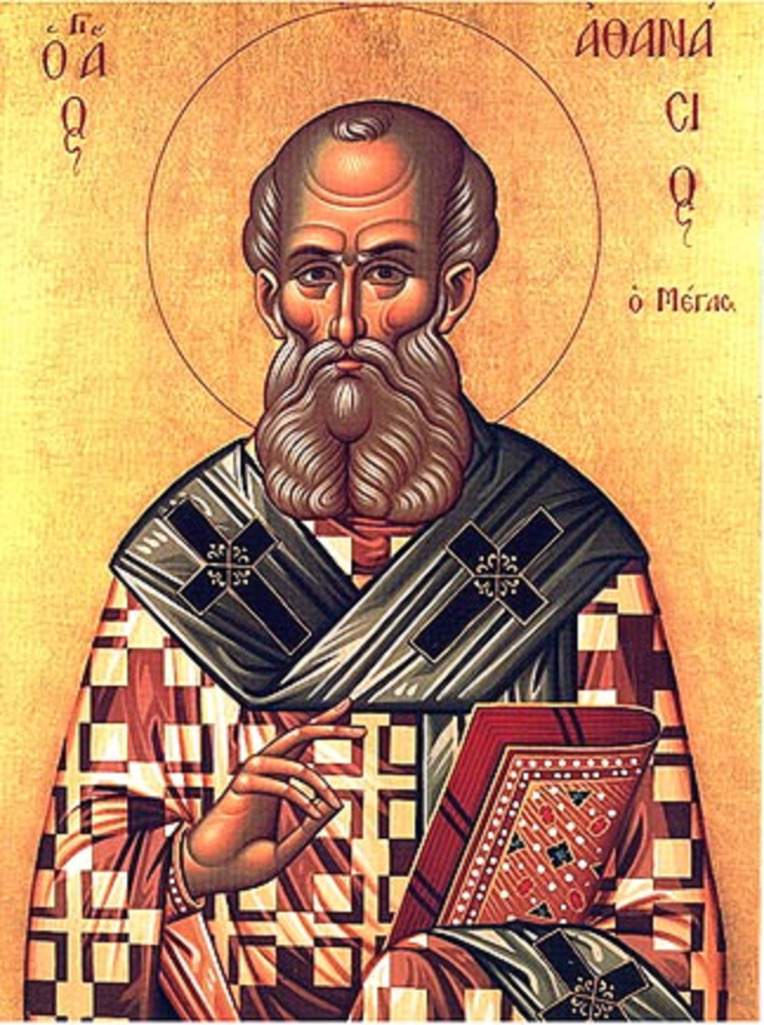
Ikone des Athanasios, einem der schärfsten theologischen Widersacher Constantius’ II.

In diesem Zusammenhang kam es auch zum Konflikt zwischen dem Kaiser und Athanasios, dem streitbaren, aber charismatischen Bischof von Alexandria, der energisch und teilweise rücksichtslos gegen alle tatsächlichen und vermeintlichen ‚Arianer‘ Stellung bezog und dafür wiederholt ins Exil gehen musste, im Westen des Reiches aber Unterstützer fand. 346 durften Athanasios und Paulus zurückkehren, nachdem sich Constantius und Constans notdürftig verständigt hatten; allerdings spielte dabei wohl auch der Umstand eine Rolle, dass die Perser an der Ostgrenze weiterhin für Probleme sorgten. Nachdem Constantius Alleinherrscher geworden war, wurde Störenfried Athanasius 355 ein drittes Mal verbannt, der daraufhin zu ägyptischen Mönchen flüchten musste und erst unter Julian zurückkehren durfte.
Eine interessante Episode ist die „Orientmission“, die in den 40er Jahren des 4. Jahrhunderts unternommen wurde: Wohl auch mit dem Ziel, die durch die Sassaniden unterbrochenen Handelsverbindungen nach Indien wiederzubeleben, wurde der Missionar Theophilos von Constantius nach Osten entsandt. Er gelangte nach Südarabien, vielleicht sogar bis nach Vorderindien und kehrte schließlich über Aksum in das Reich zurück. In Aksum, mit dessen Negus Ezana Constantius wohl sogar in Kontakt stand, breitete sich das Christentum ebenso aus wie unter den Goten: Wulfila fertigte eine Bibelübersetzung (die sogenannte Wulfilabibel) ins Gotische an, für die er eine eigene Schrift aus griechischen Buchstaben schuf.
Gegenüber dem Heidentum nahm Constantius, der offenbar den christlichen Glauben ernst nahm, eine ablehnende Position ein, was sich etwa am Verbot nächtlicher Opfer, dem Verbot heidnischer Kulte und der Schließung der heidnischen Tempel ablesen lässt. Ebenso kam es teilweise zur Zerstörung von Tempeln, die aber nicht von Constantius angeordnet waren, sondern auf das Konto lokaler Statthalter oder Bischöfe gingen. Nach seinem Rombesuch schwächte der Kaiser seine diesbezügliche Politik etwas ab, auch wenn beispielsweise der Victoriaaltar aus dem Senat entfernt wurde. Seine Haltung gegenüber den Heiden war aber in vielerlei Hinsicht eher reagierend als aggressiv bekämpfend, zumal die heidnischen Kulte selbst zunehmend an Anziehungskraft einbüßten. Unter Constantius konnten Heiden durchaus auch hohe Posten bekleiden. Constantius ließ sich erst am Sterbebett vom arianischen Bischof Euzoius von Antiochia taufen.

## Bewertung
Die Regierungszeit des Constantius wurde, gerade vor dem Hintergrund der Darstellung des Ammianus Marcellinus, der im Hinblick auf Constantius viel von seiner sonstigen Objektivität einbüßt, oft sehr negativ bewertet (so noch Joseph Bidez in seiner bekannten Julian-Biografie). Dieses Bild ist jedoch in Frage gestellt und teilweise zurechtgerückt worden. In der Wahl seiner Mitarbeiter hatte Constantius nicht immer die richtige Entscheidung getroffen. Besonders der Oberkämmerer Eusebius gewann großen Einfluss am Hof und war in mehrere Hofintrigen involviert. Gegen Verschwörungen ging der Kaiser denn auch teils mit äußerster Härte vor. Ob allerdings die Behauptung Ammianus’, dass der Kaiser den Höflingen und Frauen, wie der Kaiserin Eusebia, zu viel Gehör schenkte, so zutreffend ist, ist nicht eindeutig zu beantworten. Eine hilflose Marionette war er sicherlich nicht, allerdings spielte der Hof eine zentrale Rolle in der Regierungsarbeit des Kaisers. Unsicher ist, ob Constantius wirklich, wie von Ammianus berichtet, die Steuern drastisch erhöhte. Dieser Vorwurf passt vielmehr zum Topos des Tyrannen, als den Ammianus den Kaiser sehen wollte – nicht zuletzt, um so Julian, den Ammianus bewunderte, in ein noch besseres Licht zu rücken. Die Tatsache, dass Ammianus unsere Hauptquelle für die Regierungszeit des Constantius darstellt, ist in diesem Kontext nur wenig hilfreich.
Constantius’ Religionspolitik war letztendlich nicht erfolgreich, in der Außenpolitik jedoch gelang dem Kaiser eine weitgehende Stabilisierung der Grenzen, zumal er den Großteil seiner Regierungszeit nicht über die Truppen aus dem westlichen Reichsteil verfügen konnte. Dabei vermied der Kaiser militärische Abenteuer und gab im Osten einer defensiven Strategie den Vorzug. Vergleicht man dies mit der von Ammianus eher bevorzugten Offensivpolitik Julians, die in der Katastrophe des Persienfeldzugs 363 und dem darauffolgenden Verlustfrieden endete, war dies wohl das klügere Vorgehen. Zudem sollte die Interpretation des Kaisers als Imperator christianissimus, was etwa das Hofzeremoniell oder die Rolle des Kaisers in Religionsfragen betrifft, die weitgehend auf Constantius zurückgeht, Modellcharakter für die Zukunft haben. Weiterhin erhöhte Constantius im Zusammenhang mit der Usurpation des Magnentius um 350 das Prestige des Senats von Konstantinopel, dessen Mitglieder nun die gleichen Privilegien genossen wie die Senatoren in Rom. Auch die Hochschule von Konstantinopel wurde vom Kaiser gefördert.

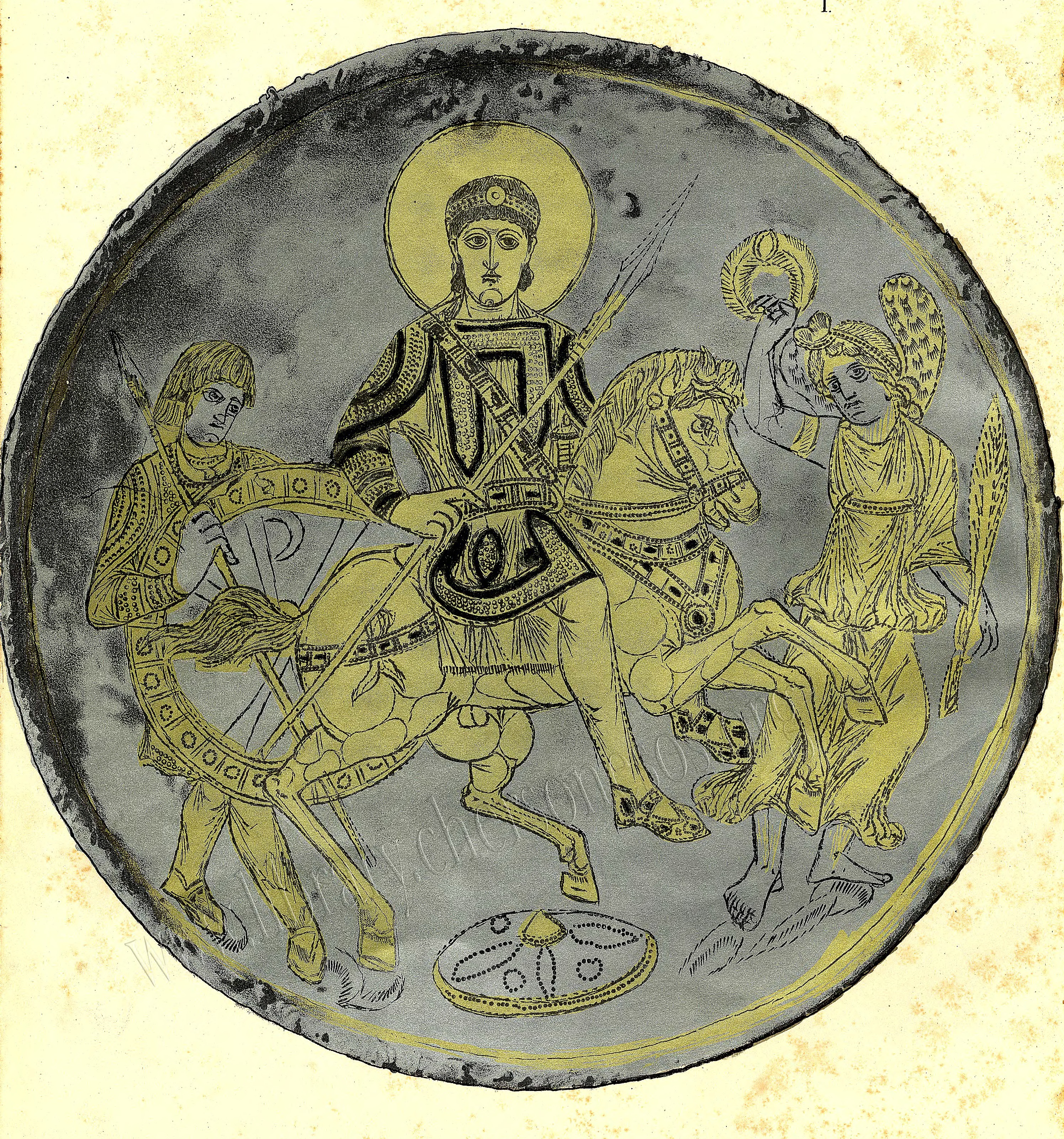
Die 1891 auf der Krim gefundene Reiterschale aus Kertsch zeigt Kaiser Constantius II. als Triumphator zu Pferde. Sie wurde vermutlich als Largitionsschale nach dem Sieg des Constantius gegen die Sarmaten 358 verschenkt.

Constantius war sicher kein Visionär, doch wollte er die Einheit des Reiches bewahren. In diesem Kontext ist auch seine Religionspolitik zu bewerten. Dass er nicht all seine Ziele erreichen konnte und oft genug schwere Rückschläge hinnehmen musste, sollte nicht verdecken, dass Constantius ein durchaus fähiger, von der Würde seines Amtes durchdrungener und bedachter Kaiser war. Selbst als Julian sich erhob, verfiel Constantius nicht in Panik; dabei ist auch keineswegs sicher, ob Julian in einem Kampf gegen das Ostheer den Sieg errungen hätte. Auch Ammianus musste eingestehen, dass der Kaiser etwa bei der Vergabe von Ämtern und Würden umsichtig vorging und auch das Militär nicht vernachlässigte. Mehr noch: Dort wo Julian nicht beteiligt ist und der Kaiser nicht seine Defensivpolitik gegenüber den Persern verfolgt, ist Ammianus sogar gewillt, Constantius’ militärische Fähigkeiten anzuerkennen, wie das Beispiel des Sarmatenfeldzugs von 358 zeigt.
Constantius hatte schon bei seinem Regierungsantritt den schwierigsten Reichsteil übernommen, der nicht nur von den Persern bedroht, sondern auch im Inneren zerstritten war. Konfrontiert mit zahlreichen äußeren Aggressoren, Usurpationen und theologischen Streitigkeiten, ist Constantius II. trotz aller Widrigkeiten nicht ohne Erfolge geblieben und war als Herrscher nicht so schwach, wie ihn manche Quellen beschreiben.